# Sheila McCarthy
Sheila McCarthy (Toronto, 1 de enero de 1956) es una actriz y cantante canadiense. Ha trabajado en numerosas películas y series, así como en teatro. Es una de las actrices canadienses más galardonadas, habiendo ganado dos Genie, dos Gemini, un ACTRA y dos Dora, así como múltiples nominaciones.

## Biografía
McCarthy estudió en el Thornlea Secondary School en Thornhill en su juventud. Su primera aparición en teatro fue a la edad de seis años, con la obra Peter Pan en el Toronto's Elgin Theatre. Asistió a la Universidad de Victoria y estudió un año con su profesora de actuación Uta Hagen en su HB Studio en Nueva York y también participó en talleres con la compañía Second City en su natal, Toronto.
Sus papeles en A Nest of Singing Birds y I've Heard the Mermaids Singing le valieron importantes reconocimientos y nominaciones en los Premios Gemini y Geni, respectivamente, ganando este último como Mejor Actriz.
Su papel como Sarah Hamoudi en Little Mosque on the Prairie le valió una importante nominación en los Premios Gemini.

### Vida personal
Estuvo casada con el actor Pete Donaldson, quien murió en 2011 víctima de un cáncer. Tuvieron dos hijos, entre ellos, Mackenzie Donaldson, productora de Whathever, Linda y Orphan Black.
Es una portavoz activa para The Quilt Project, un grupo de apoyo para familias afectadas por el cáncer de mama, y Canadian Feed the Children.

## Filmografía

### Películas
| Año  | Título                                  | Papel                       |
| ---- | --------------------------------------- | --------------------------- |
| 1987 | A Nest of Singing Birds                 | Anna                        |
| 1987 | I've Heard the Mermaids Singing         | Polly Vandersma             |
| 1988 | Gandahar                                | Council Spokeswoman (voz)   |
| 1989 | Friends, Lovers, & Lunatics             | Kathy                       |
| 1989 | George's Island                         | Miss Birdwood               |
| 1990 | Beautiful Dreamers                      | Molly Jessop                |
| 1990 | Die Hard 2                              | Samantha 'Sam' Coleman      |
| 1990 | Pacific Heights                         | Liz Hamilton                |
| 1990 | Bright Angel                            | Nina                        |
| 1991 | White Room                              | Zelda                       |
| 1991 | Paradise                                | Sally Pike                  |
| 1991 | Stepping Out                            | Andy                        |
| 1991 | Montréal vu par...                      | Ann Stuart                  |
| 1993 | Journey to the Planets                  | Oráculo (voz)               |
| 1993 | The Lotus Eaters                        | Diane Kingswood             |
| 1994 | The Biggest Little Ticket               |                             |
| 1996 | House Arrest                            | Gwenna Krupp                |
| 1997 | Shadow Zone: My Teacher Ate My Homework | Mrs. Hackett                |
| 2001 | Rare Birds                              | Claire                      |
| 2002 | Duct Tape Forever                       | Easterbrook (desacreditada) |
| 2004 | Confessions of a Teenage Drama Queen    | Mrs. Gerard                 |
| 2004 | The Day After Tomorrow                  | Judith                      |
| 2004 | Being Julia                             | Grace Dexter                |
| 2004 | Geraldine's Fortune                     | Tina Larose                 |
| 2005 | Bailey's Billion$                       | Peggy Delaney               |
| 2005 | The Multiple Selves of Hannah Maynard   | Hannah Maynard              |
| 2006 | Small Avalanches                        | Nancy's Mother              |
| 2007 | Breakfast with Scot                     | Miss Patterson              |
| 2007 | The Stone Angel                         | Doris Shipley               |
| 2009 | Year of the Carnivore                   | Mrs. Smalls                 |
| 2014 | A Fighting Man                          | Rose                        |
| 2016 | Considering Love and Other Magic        | Veronica Guest              |
| 2016 | Milton's Secret                         |                             |
| 2017 | Cardinals                               |                             |
| 2020 | Stroke of Fate                          | Shirley (cortometraje)      |
| 2020 | Happy Place                             | Joyce                       |
| 2020 | Anything for Jackson                    | Audrey                      |
| 2021 | Like a House on Fire                    | Katherine                   |
| 2021 | The Middle Man                          | Sra. Stout                  |
| 2022 | Zombies 3                               | Angie                       |

### Televisión
| Año       | Título                                    | Papel                             |
| --------- | ----------------------------------------- | --------------------------------- |
| 1982      | Hangin' In                                |                                   |
| 1983      | Today's Special                           | Sourpuss Sal                      |
| 1984      | The Littlest Hobo                         | Murielle                          |
| 1985      | Love & Larceny                            | Mary Bigley                       |
| 1985      | Tucker and the Horse Thief                |                                   |
| 1986      | 9B                                        | Heather                           |
| 1986      | The Marriage Bed                          | Lynn Reailly                      |
| 1986      | Hot Shots                                 | Jenny                             |
| 1987      | Much Ado About Nothing                    | Margaret                          |
| 1987      | Really Weird Tales                        | Ellie Hutchins                    |
| 1988      | Mount Royal                               | Luise Blaikie                     |
| 1989      | Alfred Hitchcock Presents                 | Sarah Hollister                   |
| 1989      | Trying Times                              | Jenny Amber                       |
| 1990      | Labour of Love                            |                                   |
| 1990      | E.N.G.                                    | Carol Barton                      |
| 1990      | Back to the Beanstalk                     | Garbanza                          |
| 1990      | Steel Magnolias                           | Annelle Dupuy-Desoto              |
| 1990      | Street Legal                              | Stephanie Coleman                 |
| 1991      | The Soulmates: The Gift of Light          | (voz)                             |
| 1991      | Rupert                                    | Voces adicionales                 |
| 1991      | The Hidden Room                           |                                   |
| 1992      | Beethoven Lives Upstairs                  | Sophie                            |
| 1992      | A Private Matter                          | Diane Callaghan                   |
| 1992      | The Ray Bradbury Theater                  | Francine                          |
| 1994      | Free Willy                                | Annie                             |
| 1994      | Dan Redican Comedy Hour                   | Varios                            |
| 1994      | Menendez: A Killing in Beverly Hills      | Jill Lansing                      |
| 1995      | A Woman of Independent Means              | Totsie                            |
| 1995      | The Awakening                             | Nancy                             |
| 1995–1996 | Picket Fences                             | Sue Walsh                         |
| 1996      | Road to Avonlea                           | Betty Blaine                      |
| 1996      | The Care and Handling of Roses            | Carol Doster                      |
| 1998      | Bad Dog                                   | (voz)                             |
| 1998      | More Tales of the City                    | Mildred                           |
| 1998      | Dead Husbands                             | Jane Armitage                     |
| 1998–2000 | Emily of New Moon                         | Laura Murray                      |
| 1999      | You Know My Name                          | Mrs. Lynn                         |
| 1999      | Too Rich: The Secret Life of Doris Duke   | Tammy                             |
| 1999      | Mythic Warriors                           | Clotho (voz)                      |
| 2000      | Virtual Mom                               | Holly                             |
| 2000      | Super Rupert                              | Tía Rhonda                        |
| 2000      | Marvin The Tap-Dancing Horse              | Elizabeth the Emotional Pig (voz) |
| 2001      | Haven                                     | Eva                               |
| 2001      | Anne of Green Gables: The Animated Series | Mrs. King (voz)                   |
| 2001      | Royal Canadian Air Farce                  | Anne Robinson / Dra. Joy Thomas   |
| 2001      | I Was a Rat                               | Mrs. Tapscrew                     |
| 2001      | The Endless Grind                         | Varios                            |
| 2002      | Lathe of Heaven                           | Penny                             |
| 2002      | The Rats                                  | Miss Paige                        |
| 2003      | Custody of the Heart                      | Alice                             |
| 2003      | Full-Court Miracle                        | Mrs. Klein                        |
| 2004      | The Shields Stories                       | Hazel                             |
| 2005      | Puppets Who Kill                          | Miss Wickham                      |
| 2005      | Missing                                   | Dr. Eleanor Reese                 |
| 2006      | Roxana                                    | Amy                               |
| 2006      | Cow Belles                                | Fran Walker                       |
| 2007–2012 | Little Mosque on the Prairie              | Sarah Hamoudi                     |
| 2009      | The Ron James Show                        |                                   |
| 2010      | Love Letters                              | Melissa                           |
| 2013      | Murdoch Mysteries                         | Felicity Dawes                    |
| 2014      | Saving Hope                               | Violet                            |
| 2014      | Dear Viola                                | Peggy                             |
| 2015      | Orphan Black                              | Connie Hendrix                    |
| 2016      | Ice Girls                                 | Tita Ginger                       |
| 2016      | Brace for Impact                          | Faradee Gelrist                   |
| 2018      | The Detail                                |                                   |
| 2019      | Star Trek: Discovery                      | Amesha                            |
| 2019      | The Umbrella Academy                      | Agnes Rofa                        |
| 2021      | The Good Doctor                           | Rose Babcock                      |